# Miruts Yifter

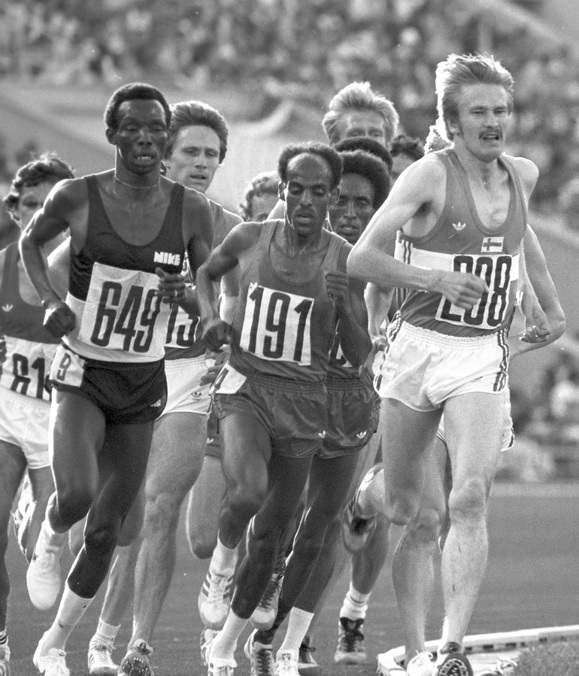
Suleiman Nyambui (649), Miruts Yifter (191), Kaarlo Maaninka (208)

Miruts Yifter (en amhárico: ምሩፅ ይፍጠር; Adigrat, región de Tigray, Etiopía; 15 de mayo de 1944-Toronto, Ontario, Canadá; 23 de diciembre de 2016) fue un corredor etíope de larga distancia, que ganó las pruebas de 5000 y 10 000 metros en los Juegos Olímpicos de Moscú 1980. Debido a su poderoso cambio de ritmo en los metros finales, era apodado "Yifter the Shifter".
De origen humilde, en su juventud se dedicó a diversos oficios, como operario en una fábrica o conductor de carruajes. Más tarde se alistó en el Ejército, y allí fue donde descubrieron su talento para el atletismo.
Su debut en los Juegos Olímpicos tuvo lugar en Múnich 1972, donde ganó la medalla de bronce en los 10.000 metros, en una prueba ganada por el finlandés Lasse Virén, y donde este batió el récord mundial. 
Iba a participar también en los 5.000 metros, pero no se presentó en la línea de salida de su serie clasificatoria por motivos que aun hoy son confusos.
En los Juegos de África de 1973, disputados en Lagos, Nigeria, Yifter logró su segundo éxito al conseguir la medalla de oro en los 10.000 metros y la de plata en los 5.000 metros. Su poderoso cambio de ritmo en los metros finales, le supuso empezar a ser apodado «Yifter the Shifter».
Cuatro años más tarde no pudo participar en los Juegos Olímpicos de Montreal 1976, a causa del boicot de la mayoría de naciones africanas, incluida Etiopía, a estos Juegos. 
En la 1.ª edición de la Copa del Mundo de Atletismo celebrada en Düsseldorf en 1977, consiguió la victoria tanto en 5000 como en 10 000 metros. Repetiría esta doble victoria en la siguiente edición, en Montreal 1979.
El acontecimiento más importante de su carrera deportiva fueron los Juegos Olímpicos de Moscú 1980. En la final de los 10.000 metros lanzó su ataque a falta de 300 metros y consiguió la victoria con 27:42,7 por delante del finlandés Kaarlo Maaninka (plata) y del también etíope Mohamed Kedir (bronce).
Cinco días más tarde, en la final de los 5.000 metros, tuvo mucha más resistencia, especialmente por parte del tanzano Suleiman Nyambui, a quien derrotó en los últimos metros de la prueba y realizó una marca de 13:21,0, un nuevo récord olímpico. El bronce fue para el finlandés Kaarlo Maaninka, que había sido plata en los 10 000 m.
De este modo Yifter se convertía en el quinto hombre en la historia en ganar los 5000 y los 10 000 metros en unos Juegos Olímpicos, tras Hannes Kolehmainen en 1912, Emil Zátopek en 1952, Vladímir Kuts en 1956, y Lasse Virén en 1972 y 1976.
Una de las controversias que se planteó durante los Juegos de Moscú tenía que ver con la verdadera edad de Miruts Yifter, algo que contribuyó a rodear de un halo de misterio a este corredor. Había algunos que decían que había nacido en 1938 y que por lo tanto contaba ya con 42 años, su aspecto con una prominente calva ayudaba a este rumor, pero otros rebajaban esa cifra a 33. El propio Yifter nunca aclaró de forma definitiva estas dudas. Cuando unos periodistas le preguntaron, él respondió lo siguiente: "Men may steal my chickens; men may steal my sheep. But no man can steal my age"
En la actualidad la versión más aceptada sobre su fecha de nacimiento es el 15 de mayo de 1944, por lo que tendría 36 años cuando participó en Moscú.
Tras los Juegos no volvió a conseguir nada destacable y se retiró en 1981.

## Marcas personales
- 5.000 metros - 13:13,82 (Düsseldorf, 4 Sep 1977)
- 10.000 metros - 27:41,0 (Múnich, 3 Sep 1972)